# Football Club Black Stars Basel 2019-2020
Questa voce raccoglie le informazioni riguardanti il Football Club Black Stars Basel nelle competizioni ufficiali della stagione 2019-2020.

## Stagione
Nella stagione 2019-2020 il Black Stars Basilea, allenato da Samir Tabaković, concluse il campionato di Promotion League al 5º posto. In Coppa Svizzera il Black Stars Basilea fu eliminato al primo turno dal Zurigo.

## Rosa
| N. |                                 | Ruolo | Calciatore         |
| -- | ------------------------------- | ----- | ------------------ |
| 1  | Svizzera (bandiera)             | P     | Steven Oberle      |
| 2  | Svizzera (bandiera)             | D     | Tobias Mumenthaler |
| 3  | Turchia (bandiera)              | D     | Kaan Sevinc        |
| 4  | Burkina Faso (bandiera)         | C     | Seydou Ouedraogo   |
| 5  | Svizzera (bandiera)             | D     | Simon Dünki        |
| 6  | Portogallo (bandiera)           | D     | Ricardo Farinha    |
| 7  | Bosnia ed Erzegovina (bandiera) | A     | Dino Babovic       |
| 8  | Svizzera (bandiera)             | C     | Luciano Covella    |
| 9  | Kosovo (bandiera)               | A     | Artan Shillova     |
| 10 | Svizzera (bandiera)             | A     | Deny Gomes         |
| 11 | Francia (bandiera)              | C     | Xhafer Delija      |
| 13 | Germania (bandiera)             | D     | Antonio Fischer    |
| 14 | Germania (bandiera)             | C     | Almin Mislimovic   |

| N. |                                 | Ruolo | Calciatore        |
| -- | ------------------------------- | ----- | ----------------- |
| 15 | Svizzera (bandiera)             | D     | Edon Jashari      |
| 17 | Germania (bandiera)             | C     | Robin Adamczyk    |
| 18 | Francia (bandiera)              | A     | Oumar Gaye        |
| 19 | Kosovo (bandiera)               | A     | Mergim Ahmeti     |
| 20 | Bosnia ed Erzegovina (bandiera) | C     | Ermin Alic        |
| 23 | Argentina (bandiera)            | A     | Gonzalo Zárate    |
| 25 | Svizzera (bandiera)             | C     | Moyo-Ola Uruejoma |
| 30 | Svizzera (bandiera)             | P     | Semir Erovic      |
|    | Svizzera (bandiera)             | P     | Dario Thürkauf    |
|    | Svizzera (bandiera)             | D     | Abdurrahim Cam    |
|    | Svizzera (bandiera)             | C     | Gabriel di Noto   |
|    | Svizzera (bandiera)             | C     | Kenan Heric       |
|    | Svizzera (bandiera)             | A     | Mohamed Farhat    |

## Organigramma societario
Area tecnica
- Allenatore: Samir Tabaković
- Allenatore in seconda: Branko Baković
- Preparatore dei portieri: Sven Schäfer
- Preparatori atletici:

## Calciomercato

### Sessione estiva
| Acquisti | Acquisti | Acquisti | Acquisti |
| R.       | Nome     | da       | Modalità |
| -------- | -------- | -------- | -------- |

| Cessioni | Cessioni | Cessioni | Cessioni |
| R.       | Nome     | a        | Modalità |
| -------- | -------- | -------- | -------- |

### Sessione invernale
| Acquisti | Acquisti | Acquisti | Acquisti |
| R.       | Nome     | da       | Modalità |
| -------- | -------- | -------- | -------- |

| Cessioni | Cessioni | Cessioni | Cessioni |
| R.       | Nome     | a        | Modalità |
| -------- | -------- | -------- | -------- |

## Risultati

### Promotion League
| Basilea 3 agosto 2019, ore 15:00 CEST 1ª giornata | Black Stars Basilea | 0 – 0 referto | Basilea II | Sportplatz Buschweilerhof (620 spett.)\| Arbitro: \| Ghisletta \| |
| Arbitro:                                          | Ghisletta           |               |            |                                                                   |

| Arbitro: | Thies |

|  |           |                                |
|  | Marcatori | 58’, 68’ Gomes 63’ (rig.) Alic |

| Arbitro: | Hänggi |

|                                     |           |           |
| Fischer 5’ Gomes 16’ Mislimovic 84’ | Marcatori | 18’ Russo |

| Arbitro: | Carrard |

|           |           |                                  |
| Nsiala 6’ | Marcatori | 45’ Shillova 61’ Alic 90’ Ahmeti |

| Arbitro: | Turkes |

|  |           |                                                  |
|  | Marcatori | 13’ Aravidīs 27’ Sejmenović 69’ Neün 79’ Morelli |

| Arbitro: | Thies |

|           |           |  |
| Kasaï 28’ | Marcatori |  |

| Arbitro: | Ljatifi |

|             |           |            |
| Babovic 62’ | Marcatori | 55’ Batata |

| Arbitro: | Rosset |

|                                              |           |                |
| Babovic 21’ Ahmeti 41’ Gomes 72’ Fischer 74’ | Marcatori | 52’ Andereggen |

| Arbitro: | Staubli |

|  |           |           |
|  | Marcatori | 42’ Gomes |

| Arbitro: | Kanagasingam |

|                        |           |                         |
| Gomes 38’ Shillova 81’ | Marcatori | 49’ Dreier 66’ Dangubic |

| Arbitro: | Huwiler |

|          |           |  |
| Gele 49’ | Marcatori |  |

| Arbitro: | Ovcharov |

|          |           |                                  |
| Alic 31’ | Marcatori | 10’, 46’ Mišić 76’, 89’ Boussaha |

| Arbitro: | Ovcharov |

|            |           |                     |
| Gasser 69’ | Marcatori | 53’ Zárate 77’ Alic |

| Arbitro: | Wolfensberger |

|             |           |              |
| Fischer 68’ | Marcatori | 26’ Begzadić |

| Arbitro: | Gianforte |

|           |           |                           |
| Pizzi 10’ | Marcatori | 27’ Fischer 90’ Ouedraogo |

| Basilea 9 novembre 2019, ore 16:00 CET 16ª giornata | Basilea II | 0 – 0 referto | Black Stars Basilea | Leichtathletikstadion St. Jakob (200 spett.)\| Arbitro: \| Staubli \| |
| Arbitro:                                            | Staubli    |               |                     |                                                                       |

| Arbitro: | Kanagasingam |

|                                |           |           |
| Alic 20’ Gaye 52’ Shillova 86’ | Marcatori | 33’ Wicht |

| 1º marzo 2020, ore CET 18ª giornata | Bellinzona | – non disputata | Black Stars Basilea |  |

| 7 marzo 2020, ore CET 19ª giornata | Black Stars Basilea | – non disputata | Stade Nyonnais |  |

| 15 marzo 2020, ore CET 20ª giornata | Yverdon | – non disputata | Black Stars Basilea |  |

| 21 marzo 2020, ore CET 21ª giornata | Black Stars Basilea | – non disputata | Köniz |  |

| 29 marzo 2020, ore CET 22ª giornata | Sion II | – non disputata | Black Stars Basilea |  |

| 5 aprile 2020, ore CEST 23ª giornata | Zurigo II | – non disputata | Black Stars Basilea |  |

| 11 aprile 2020, ore CEST 24ª giornata | Black Stars Basilea | – non disputata | YF Juventus |  |

| 19 aprile 2020, ore CEST 25ª giornata | Breitenrain | – non disputata | Black Stars Basilea |  |

| 25 aprile 2020, ore CEST 26ª giornata | Black Stars Basilea | – non disputata | Rapperswil-Jona |  |

| 2 maggio 2020, ore CEST 27ª giornata | Étoile Carouge | – non disputata | Black Stars Basilea |  |

| 9 maggio 2020, ore CEST 28ª giornata | Black Stars Basilea | – non disputata | Münsingen |  |

| 16 maggio 2020, ore CEST 29ª giornata | Bavois | – non disputata | Black Stars Basilea |  |

| 23 maggio 2020, ore CEST 30ª giornata | Black Stars Basilea | – non disputata | Brühl |  |

### Coppa Svizzera
| Basilea 17 agosto 2019, ore 17:00 CEST Primo turno               | Black Stars Basilea | 1 – 2 referto        | Zurigo | Stadion Schützenmatte (1 800 spett.) |
| \| \| \| \| \| Gomes 21’ \| Marcatori \| 10’ Mahi 83’ Cardoso \| |                     |                      |        |                                      |
|                                                                  |                     |                      |        |                                      |
| Gomes 21’                                                        | Marcatori           | 10’ Mahi 83’ Cardoso |        |                                      |

## Statistiche

### Statistiche di squadra
| Competizione     | Punti | In casa | In casa | In casa | In casa | In casa | In casa | In trasferta | In trasferta | In trasferta | In trasferta | In trasferta | In trasferta | Totale | Totale | Totale | Totale | Totale | Totale | DR |
| Competizione     | Punti | G       | V       | N       | P       | Gf      | Gs      | G            | V            | N            | P            | Gf           | Gs           | G      | V      | N      | P      | Gf     | Gs     | DR |
| ---------------- | ----- | ------- | ------- | ------- | ------- | ------- | ------- | ------------ | ------------ | ------------ | ------------ | ------------ | ------------ | ------ | ------ | ------ | ------ | ------ | ------ | -- |
| Promotion League | 29    | 9       | 3       | 4       | 2       | 15      | 15      | 8            | 5            | 1            | 2            | 11           | 5            | 17     | 8      | 5      | 4      | 26     | 20     | +6 |
| Coppa Svizzera   | -     | 1       | 0       | 0       | 1       | 1       | 2       | 0            | 0            | 0            | 0            | 0            | 0            | 1      | 0      | 0      | 1      | 1      | 2      | -1 |
| Totale           | 29    | 10      | 3       | 4       | 3       | 16      | 17      | 8            | 5            | 1            | 2            | 11           | 5            | 18     | 8      | 5      | 5      | 27     | 22     | +5 |

### Andamento in campionato
| Giornata  | 1  | 2 | 3 | 4 | 5 | 6 | 7 | 8 | 9 | 10 | 11 | 12 | 13 | 14 | 15 | 16 | 17 |
| --------- | -- | - | - | - | - | - | - | - | - | -- | -- | -- | -- | -- | -- | -- | -- |
| Luogo     | C  | T | C | T | C | T | C | C | T | C  | T  | C  | T  | C  | T  | T  | C  |
| Risultato | N  | V | V | V | P | P | N | V | V | N  | P  | P  | V  | N  | V  | N  | V  |
| Posizione | 10 | 2 | 2 | 2 | 2 | 5 | 5 | 2 | 3 | 3  | 5  | 6  | 4  | 5  | 4  | 5  | 5  |

Legenda:

Luogo: C = Casa; T = Trasferta. Risultato: V = Vittoria; N = Pareggio; P = Sconfitta.

### Statistiche dei giocatori
| Giocatore      | Promotion League | Promotion League | Promotion League | Promotion League | Coppa Svizzera | Coppa Svizzera | Coppa Svizzera | Coppa Svizzera | Totale   | Totale | Totale      | Totale     |
| Giocatore      | Presenze         | Reti             | Ammonizioni      | Espulsioni       | Presenze       | Reti           | Ammonizioni    | Espulsioni     | Presenze | Reti   | Ammonizioni | Espulsioni |
| -------------- | ---------------- | ---------------- | ---------------- | ---------------- | -------------- | -------------- | -------------- | -------------- | -------- | ------ | ----------- | ---------- |
| R. Adamczyk    | 13               | 0                | 2                | 0                | 1              | 0              | 0              | 0              | 14       | 0      | 2           | 0          |
| M. Ahmeti      | 14               | 2                | 3                | 1                | 1              | 0              | 0              | 0              | 15       | 2      | 3           | 1          |
| E. Alic        | 17               | 5                | 4                | 0                | 1              | 0              | 1              | 0              | 18       | 5      | 5           | 0          |
| D. Babovic     | 17               | 2                | 0                | 0                | 1              | 0              | 0              | 0              | 18       | 2      | 0           | 0          |
| A. Cam         | 0                | 0                | 0                | 0                | 0              | 0              | 0              | 0              | 0        | 0      | 0           | 0          |
| L. Covella     | 8                | 0                | 0                | 0                | 0              | 0              | 0              | 0              | 8        | 0      | 0           | 0          |
| X. Delija      | 2                | 0                | 0                | 0                | 0              | 0              | 0              | 0              | 2        | 0      | 0           | 0          |
| S. Dünki       | 14               | 0                | 1                | 1                | 1              | 0              | 0              | 0              | 15       | 0      | 1           | 1          |
| A. Edwige      | 0                | 0                | 0                | 0                | 0              | 0              | 0              | 0              | 0        | 0      | 0           | 0          |
| E. Ercin       | 0                | 0                | 0                | 0                | 0              | 0              | 0              | 0              | 0        | 0      | 0           | 0          |
| S. Erovic      | 0                | 0                | 0                | 0                | 0              | 0              | 0              | 0              | 0        | 0      | 0           | 0          |
| M. Farhat      | 0                | 0                | 0                | 0                | 0              | 0              | 0              | 0              | 0        | 0      | 0           | 0          |
| R. Farinha     | 17               | 0                | 2                | 0                | 1              | 0              | 0              | 0              | 18       | 0      | 2           | 0          |
| E. Fazlija     | 0                | 0                | 0                | 0                | 0              | 0              | 0              | 0              | 0        | 0      | 0           | 0          |
| A. Fischer     | 17               | 4                | 1                | 0                | 1              | 0              | 0              | 0              | 18       | 4      | 1           | 0          |
| L. Gaudiano    | 0                | 0                | 0                | 0                | 0              | 0              | 0              | 0              | 0        | 0      | 0           | 0          |
| O. Gaye        | 8                | 1                | 0                | 0                | 0              | 0              | 0              | 0              | 8        | 1      | 0           | 0          |
| D. Gomes       | 14               | 6                | 1                | 0                | 1              | 1              | 0              | 0              | 15       | 7      | 1           | 0          |
| K. Heric       | 0                | 0                | 0                | 0                | 0              | 0              | 0              | 0              | 0        | 0      | 0           | 0          |
| L. Ibderdemaj  | 0                | 0                | 0                | 0                | 0              | 0              | 0              | 0              | 0        | 0      | 0           | 0          |
| E. Jashari     | 0                | 0                | 0                | 0                | 0              | 0              | 0              | 0              | 0        | 0      | 0           | 0          |
| E. Kama        | 0                | 0                | 0                | 0                | 0              | 0              | 0              | 0              | 0        | 0      | 0           | 0          |
| M. Martinovic  | 0                | 0                | 0                | 0                | 0              | 0              | 0              | 0              | 0        | 0      | 0           | 0          |
| M. Mihaye      | 1                | 0                | 0                | 0                | 0              | 0              | 0              | 0              | 1        | 0      | 0           | 0          |
| A. Mislimovic  | 7                | 1                | 0                | 0                | 1              | 0              | 0              | 0              | 8        | 1      | 0           | 0          |
| T. Mumenthaler | 15               | 0                | 1                | 0                | 1              | 0              | 0              | 0              | 16       | 0      | 1           | 0          |
| G. Noto        | 0                | 0                | 0                | 0                | 0              | 0              | 0              | 0              | 0        | 0      | 0           | 0          |
| S. Oberle      | 17               | 0                | 2                | 0                | 1              | 0              | 0              | 0              | 18       | 0      | 2           | 0          |
| S. Ouedraogo   | 14               | 1                | 2                | 0                | 1              | 0              | 0              | 0              | 15       | 1      | 2           | 0          |
| S. Rosenblatt  | 0                | 0                | 0                | 0                | 0              | 0              | 0              | 0              | 0        | 0      | 0           | 0          |
| L. Saliji      | 0                | 0                | 0                | 0                | 0              | 0              | 0              | 0              | 0        | 0      | 0           | 0          |
| M. Salvatore   | 0                | 0                | 0                | 0                | 0              | 0              | 0              | 0              | 0        | 0      | 0           | 0          |
| K. Schreiber   | 0                | 0                | 0                | 0                | 0              | 0              | 0              | 0              | 0        | 0      | 0           | 0          |
| K. Sevinc      | 11               | 0                | 0                | 0                | 0              | 0              | 0              | 0              | 11       | 0      | 0           | 0          |
| A. Shillova    | 14               | 3                | 1                | 0                | 1              | 0              | 0              | 0              | 15       | 3      | 1           | 0          |
| D. Thürkauf    | 0                | 0                | 0                | 0                | 0              | 0              | 0              | 0              | 0        | 0      | 0           | 0          |
| S. Türkes      | 0                | 0                | 0                | 0                | 0              | 0              | 0              | 0              | 0        | 0      | 0           | 0          |
| M. Uruejoma    | 17               | 0                | 0                | 0                | 1              | 0              | 1              | 0              | 18       | 0      | 1           | 0          |
| L. Wehrli      | 0                | 0                | 0                | 0                | 0              | 0              | 0              | 0              | 0        | 0      | 0           | 0          |
| G. Yapi        | 0                | 0                | 0                | 0                | 0              | 0              | 0              | 0              | 0        | 0      | 0           | 0          |
| G. Zárate      | 10               | 1                | 1                | 0                | 0              | 0              | 0              | 0              | 10       | 1      | 1           | 0          |